# HD 128311
HD 128311 は、うしかい座の方向に54光年離れた位置に存在する橙色の主系列星である。アルゲランダー記法でうしかい座HN星とも呼ばれる。共鳴関係にある2つの太陽系外惑星が周囲を公転してることで知られている。

## 恒星
| 太陽 | HD 128311 |
| ---- | --------- |
| 太陽 | Exoplanet |

HD 128311 は、太陽より小さく低温な橙色の主系列星である。誕生後3.9~4.1億年の若い星だと見られ、観測された金属量は太陽とほぼ同じか、やや多い程度である。表面の黒点により明るさを変えるりゅう座BY型変光星でもあり、11.54日周期の変光を示している。

## 惑星系
HD 128311 には2つの惑星の存在が知られている。内側の惑星bは2002年にポール・バトラーらによって、外側の惑星cは2005年にスティーブ・ヴォートらによって、それぞれ発見が報告された。これらは共に木星の2倍以上の質量を持ち、半径1AUを越える比較的主星から離れた軌道を周回している。また、両惑星の公転周期はおおむね1:2の比になっており（誤差を考慮すると完全に1:2になる可能性もある）、軌道共鳴に近い関係にあると考えられる。この共鳴のため、惑星系は半永久的に安定な状態にあると予測されている。
2つの惑星の影響を取り除いた視線速度の変化曲線には、なおも5.6日周期の変動が存在するが、これは恒星表面に存在する巨大黒点の影響によるもので、惑星の兆候とは見なされていない。
| 名称 （恒星に近い順） | 質量            | 軌道長半径 （天文単位） | 公転周期 (日) | 軌道離心率    | 軌道傾斜角 | 半径 |
| --------------------- | --------------- | ----------------------- | ------------- | ------------- | ---------- | ---- |
| b                     | >2.19 ± 0.20 MJ | 1.100 ± 0.065           | 458.6 ± 6.8   | 0.25 ± 0.10   | —          | —    |
| c                     | >3.22 ± 0.49 MJ | 1.76 ± 0.11             | 928 ± 18      | 0.170 ± 0.090 | —          | —    |